# Stereophyllum limnobioides
Stereophyllum limnobioides är en bladmossart som beskrevs av Ferdinand François Gabriel Renauld 1891. Stereophyllum limnobioides ingår i släktet Stereophyllum och familjen Stereophyllaceae. Inga underarter finns listade i Catalogue of Life.